# Trolejbusová doprava ve Cvikově
Ve Cvikově, německém městě nacházejícím se ve spolkové zemi Sasko, byla v letech 1938 až 1977 v provozu malá síť trolejbusové dopravy.

## Počátky provozu
Provoz na jediné, přes 13 km dlouhé trolejbusové trati byl zahájen 1. prosince 1938. Trať vedla severojižním směrem a spojovala městskou část Weißenborn, centrum města a obce jihozápadním směrem od Cvikova – Lichtentanne a Stenn. S tramvajovou vozovnou, jejíž část byla pro trolejbusy vyčleněna, byla spojena přes kilometr dlouhou manipulační tratí. V provozu byly tři vozy – dva nově vyrobené s podvozky MAN, karoserií Schumann a elektrickou výzbrojí BBC a jeden starší Mercedes-Benz (rok výroby 1930), který byl původně zkušební vozem výrobce. Zajímavostí je, že byly použity tehdy módní jednotyčové sběrače systému BBC. Na trati celodenně jezdily všechny tři trolejbusy, ve špičkách pracovních dnů byly posíleny autobusovými spoji.
Již v roce 1940 byla trať v obou koncových úsecích krátce prodloužena. Tentýž rok byly zakoupeny první dva vlečné vozy, které zvýšily kapacitu jednotlivých spojů. V následujících letech byly pořízeny tři trolejbusy a další čtyři „vlečňáky“. Roku 1942 byla celá trať, stejně jako vozy, přestavěna pro klasické dvoutyčové sběrače proudu. Téhož roku byla rovněž zprovozněno další prodloužení ve Weißenbornu. V roce 1944 byla plánována výstavba tratě do Planitzu, města, které bylo nově připojeno ke Cvikovu. K tomu však nedošlo, naopak byla postavena nákladní trať k výrobním halám v Pölbitzu, kde byly produkovány součástky pro potřebu Luftwaffe. Tato nákladní trať byla zrušena v roce 1947. Na konci války byly zakoupeny další dva trolejbusy (výrobce MAN).

## Poválečný vývoj
Konec války ochromil i cvikovskou městskou dopravu, která se zastavila v polovině dubna 1945. Její provoz byl částečně obnoven v květnu téhož roku, nicméně potýkal se s obrovskými problémy (nedostatek paliva, pneumatik a jiným náhradních dílů), takže musel být mnohokrát pozastaven. Nakonec se tyto problémy podařilo překonat a v roce 1951 byla dokonce vystavěna trolejbusová nácestná smyčka v Lichtentanne, která umožnila větší frekvenci v městském úseku trolejbusové linky. V první polovině 50. let byly na cvikovské trati zkoušeny trolejbusy Lowa, které byly vyráběny v sousedním městě Werdau. Vozový park trolejbusů byl v roce 1954 obnoven o jeden vůz značky Lowa. V polovině 50. let ale bylo rozhodnuto o ukončení výroby trolejbusů Lowa a do Cvikova tak přišly vozy značky Škoda. V letech 1959 až 1970 se jednalo o šest vozidel Škoda 8Tr a deset kusů 9Tr.
V první polovině 70. let ale bylo rozhodnuto o zrušení trolejbusové tratě. Nejprve byly zavedeny autobusové posily, poté byly odstaveny vlečné vozy a nakonec byl kvůli stavebním pracím přerušen provoz trolejbusů v úseku Poetenweg – Lichtentanne – Stenn, kam byla zavedena náhradní autobusová doprava. Poslední trolejbusy ve Cvikově, které do té doby jezdily pouze na trati Poetenweg – Weißenborn a to jenom ve špičkách pracovních dnů (jinak i zde byly nasazeny autobusy), vyjely do osobního provozu 31. srpna 1977. Zachován ale zůstal jeden vůz 9Tr, který manipulačně projížděl celou trasu a odstraňoval tak zoxidovaný kov z trolejí. Nakonec i ten byl zrušen a trolejové vedení demontováno.